# Тёрё, Андраш
А́ндраш И́штван Тёрё (венг. Törő András István; 10 июля 1940, Будапешт) — венгерский и американский гребец-каноист, выступал за сборную Венгрии в первой половине 1960-х годов, после чего сбежал в США и продолжил карьеру там. Участник четырёх летних Олимпийских игр, бронзовый призёр Олимпиады в Риме, победитель многих регат национального и международного значения.

## Биография
Андраш Тёрё родился 10 июля 1940 года в Будапеште. Активно заниматься греблей начал в с раннего детства, проходил подготовку в столичном спортивном клубе «Будапешт Хонвед».
Первого серьёзного успеха на взрослом международном уровне добился в 1960 году, когда попал в основной состав венгерской национальной сборной и благодаря череде удачных выступлений удостоился права защищать честь страны на летних Олимпийских играх в Риме. Вместе с напарником Имре Фаркашом в двойках на тысяче метрах занял третье место и завоевал тем самым бронзовую олимпийскую медаль, проиграв только экипажам из СССР и Италии.
Будучи одним из лидеров гребной команды Венгрии, благополучно прошёл квалификацию на Олимпийские игры 1964 года в Токио — на сей раз стартовал в зачёте одиночных каноэ на дистанции 1000 метров и в решающем заезде показал четвёртый результат, немного не дотянув до призовых позиций. Во время Олимпиады Тёрё покинул расположение венгерской сборной и сбежал в США.
Поселившись в Америке, Тёре окончил Мичиганский университет, после чего в течение многих лет работал инженером водного транспорта и корабельным архитектором. При этом он не оставлял занятия греблей, так, в 1969 году стал чемпионом США среди одиночных и двухместных каноэ. Когда в 1971 году ему дали американское гражданство, он получил возможность присоединиться к американской олимпийской сборной. Представлял США на Олимпийских играх 1972 года в Мюнхене, где стартовал в одиночках на тысяче метрах, и на Олимпийских играх 1976 года в Монреале, где в паре с Чаком Лидой выступил в двойках на тысяче метрах — в обоих случаях, тем не менее, был далёк от победы, сумел дойти только до утешительных раундов.